# HD 205877
HD 205877 är en visuell dubbelstjärna belägen i den mellersta delen av stjärnbilden Indianen. Den har en kombinerad skenbar magnitud av ca 6,21 och är mycket svagt synlig för blotta ögat där ljusföroreningar ej förekommer. Baserat på parallaxmätning inom Hipparcosuppdraget på ca 5,8 mas, beräknas den befinna sig på ett avstånd på ca 570 ljusår (ca 170 parsek) från solen. 

## Egenskaper
Primärstjärnan HD 205877 A är en gul till vit jättestjärna av spektralklass F7 III med en massa som är ca 2,3 solmassor.
HD 205877 är en dubbelsidig spektroskopisk dubbelstjärna. Komponenterna är mycket lika och båda ligger på jättegrenen i Hertzsprung-Russell-diagrammet i enlighet med spektraltypen F7 III. De preliminära omloppselementen i konstellationen bestämdes med speckleinterferometriska mätningar gjorda vid  Southern Astrophysical Research Telescope i Chile. Omloppsperioden för paret är beräknad till 21,31 ± 0,74 år i en bana med excentricitet 0,54 ± 0,18.